# 24h Le Mans 1937
24h Le Mans 1937 – 14. edycja długodystansowego wyścigu 24h Le Mans. Wyścig odbył się w dniach 19–20 czerwca 1937, udział w nim wzięło 96 kierowców z 13 państw.

## Informacje
| Statystyki                  | Statystyki                 |
| --------------------------- | -------------------------- |
| Długość okrążenia           | 13,492 km                  |
| Dystans wyścigu             | 3287,938 km                |
| Średnia prędkość            | 136,997 km/h               |
| Przewaga lidera             | 102,495 km                 |
| Najszybsze okrążenie        | Jean-Pierre Wimille (5:13) |
| Kierowcy według narodowości |                            |
| Francja                     | 52                         |
| Wielka Brytania             | 26                         |
| III Rzesza                  | 7                          |
| Włochy                      | 2                          |
| Pozostali (9 narodowości)   | 9                          |
| Łącznie                     | 96                         |

## Wyniki wyścigu
| Poz.  | Klasa | Nr | Zespół                     | Kierowcy                                            | Samochód                                     | Silnik                          | Okrążenia |
| ----- | ----- | -- | -------------------------- | --------------------------------------------------- | -------------------------------------------- | ------------------------------- | --------- |
| 1     | 5.0   | 2  | Roger Labric               | Jean-Pierre Wimille Robert Benoist                  | Bugatti Type 57G Tank                        | Bugatti 3.3L I8                 | 243       |
| 2     | 5.0   | 14 | Joseph Paul                | Joseph Paul Marcel Mongin                           | Delahaye 135CS                               | Delahaye 3.6L I6                | 236       |
| 3     | 5.0   | 10 | Ecurie Bleue               | René Dreyfus Henri Stoffel                          | Delahaye 135CS                               | Delahaye 3.6L I6                | 231       |
| 4     | 3.0   | 19 | Société R.V.               | Jacques de Valence de Minardiere Louis Gérard       | Delage D6-70                                 | Delage 3.0L I6                  | 215       |
| 5     | 1.5   | 37 | J.M. Skeffington           | J.M. Skeffington R.C. Murton-Neale                  | Aston Martin 1½ Ulster                       | Aston Martin 1.5L I4            | 205       |
| 6     | 2.0   | 33 | Adler                      | Peter Graff Orssich Rudolf Sauerwein                | Adler Super Trumpf Rennlimousine             | Adler 1.7L I4                   | 205       |
| 7     | 2.0   | 26 | Emile Darl'Mat             | Jean Pujol Marcel Contet                            | Darl'Mat DS                                  | Peugeot 2.0L I4                 | 203       |
| 8     | 2.0   | 25 | Emile Darl'Mat             | Charles de Cortanze Maurice Serre                   | Darl'Mat DS                                  | Peugeot 2.0L I4                 | 203       |
| 9     | 2.0   | 34 | Adler                      | Otto Löhr Paul von Guillaume                        | Adler Super Trumpf Rennlimousine             | Adler 1.7L I4                   | 202       |
| 10    | 2.0   | 27 | Emile Darl'Mat             | Daniel Porthault Louis Rigal                        | Darl'Mat DS                                  | Peugeot 2.0L I4                 | 197       |
| 11    | 2.0   | 31 | C.T. Thomas                | Mortimer Morris-Goodall Cdt. Robert P. Hitchens     | Aston Martin Speed Model                     | Aston Martin 2.0L I4            | 193       |
| 12    | 1.1   | 48 | Just-Émile Vernet          | Just-Émile Vernet Suzanne Largeot                   | Simca                                        | Fiat 1.0L I4                    | 171       |
| 13    | 1.5   | 36 | A.C. Scott                 | Archie Scott Ted Halford                            | HRG 1500 Le Mans                             | Meadows 1.5L I4                 | 163       |
| 14    | 1.1   | 42 | M.K.H. Bilney              | M.K.H. Bilney Joan Richmond                         | Ford Ten GB                                  | Ford 1.1L I4                    | 161       |
| 15    | 1.1   | 49 | H. Lesbros                 | Dimitri Calaraseano H. Lesbros                      | Adler Trumpf Junior                          | Adler 1.0L I4                   | 160       |
| 16    | 1.1   | 54 | Capt. G.E.T. Eyston        | Dorothy Stanley-Turner Joan Riddell                 | MG PB Midget                                 | MG 0.9L I4                      | 154       |
| 17    | 750   | 59 | Gordini                    | Jean Viale Albert Alin                              | Simca Cinq                                   | Fiat 0.6L I4                    | 145       |
| 18 NU | 5.0   | 11 | Ecurie Bleue               | Larry Schell René Carrière                          | Delahaye 135CS                               | Delahaye 3.6L I6                | 193       |
| 19 NU | 1.1   | 41 | Yves Giraud-Cabantous      | Yves Giraud-Cabantous Charles Rigoulot              | Chenard & Walcker                            | Chenard & Walcker 1.1L I4       | 151       |
| 20 NU | 5.0   | 9  | Louis Villeneuve           | Louis Villeneuve André Vagniez                      | Delahaye 135CS                               | Delahaye 3.6L I6                | 147       |
| 21 DS | 1.1   | 46 | Gordini                    | Amédée Gordini Philippe Maillard-Bruné              | Simca Huit                                   | Fiat 1.1L I4                    | 137       |
| 22 NU | 2.0   | 32 | Eddie Hertzberger          | Eddie Hertzberger Albert Debille                    | Aston Martin Speed Model                     | Aston Martin 2.0L I4            | 136       |
| 23 NU | 5.0   | 1  | Roger Labric               | Roger Labric Pierre Veyron                          | Bugatti Type 57G Tank                        | Bugatti 3.3L I8                 | 130       |
| 24 NU | 1.1   | 50 | R.H. Eccles                | Roy Eccles Freddie de Clifford                      | Singer Nine Le Mans Replica                  | Singer 1.0L I4                  | 121       |
| 25 NU | 5.0   | 8  | André Parguel              | André Parguel Robert Brunet                         | Delahaye 135CS                               | Delahaye 3.6L I6                | 100       |
| 26 NU | 5.0   | 18 | Raymond de Saugé Destrez   | Raymond de Saugé Destrez Genaro Léoz Abad           | Bugatti Type 57S                             | Bugatti 3.3L I8                 | 99        |
| 27 NU | 1.1   | 53 | Jacques Savoye             | Jacques Savoye Pierre Pichard                       | Singer Nine Le Mans Replica "Savoye Special" | Singer 1.0L I4                  | 93        |
| 28 NU | 1.1   | 52 | Team Autosports            | G.H. Boughton F.H. Lye                              | Singer Nine Le Mans Replica                  | Singer 1.0L I4                  | 91        |
| 29 NU | 750   | 58 | Gordini                    | Adrien Alin Athos Querzola                          | Simca Cinq                                   | Fiat 0.6L I4                    | 77        |
| 30 NU | 750   | 57 | Austin                     | Charles Dodson Bert Hadley                          | Austin 7                                     | Austin 0.7L I4                  | 74        |
| 31 NU | 750   | 55 | R. Marsh                   | Kaye Petre G. Mangan                                | Austin 7                                     | Austin 0.7L I4                  | 72        |
| 32 NU | 1.1   | 51 | Team Autosports            | Norman Black John Donald Barnes                     | Singer Nine Le Mans Replica                  | Singer 1.0L I4                  | 72        |
| 33 NU | 1.1   | 45 | Gordini                    | Jacques Blot Henri Ferrand                          | Simca Huit                                   | Fiat 1.1L I4                    | 55        |
| 34 NU | 2.0   | 29 | Frazer-Nash                | Harold John Aldington A.F.P. Fane                   | Frazer-Nash-BMW 328                          | BMW 2.0L I6                     | 43        |
| 35 NU | 1.5   | 35 | Mme Anna-Cecile Rose-Itier | Anna-Cecile Rose-Itier Fritz Huschke von Hanstein   | Adler Trumpf Rennlimousine                   | Adler 1.5L I4                   | 40        |
| 36 NU | 5.0   | 15 | Jacques Seylair            | Jacques Seylair Paul Bénazet                        | Delahaye 135CS                               | Delahaye 3.6L I6                | 36        |
| 37 NU | 750   | 56 | John Carr                  | Charles Goodacre Dennis Buckley                     | Austin 7                                     | Austin 0.7L I4                  | 32        |
| 38 NU | 2.0   | 40 | Yves Giraud-Cabantous      | Charles Cotet Charles Roux                          | Chenard & Walcker                            | Chenard & Walcker 1.8L Turbo I4 | 32        |
| 39 NU | 5.0   | 3  | Arthur W. Fox              | Johnny Hindmarsh Charles Brackenbury                | Lagonda LG45                                 | Meadows 4.5L I6                 | 30        |
| 40 NU | 1.5   | 39 | Ecurie Eudel               | Jean Trévoux Guy Lapchin                            | Riley Sprite TT                              | Riley 1.5L I4                   | 11        |
| 41 NU | 5.0   | 4  | Raymond Sommer             | Raymond Sommer Giovanni Battista Guidotti           | Alfa Romeo 8C 2900A Spider                   | Alfa Romeo 2.9L Turbo I8        | 11        |
| 42 NU | 5.0   | 12 | Eugène Chaboud             | Eugène Chaboud Jean Trémoulet                       | Delahaye 135CS                               | Delahaye 3.6L I6                | 9         |
| 43 NU | 5.0   | 7  | André M. Embiricos         | Nicholas S. Embiricos Raphaël Béthenod de las Casas | Talbot T150C                                 | Talbot 4.0L I6                  | 9         |
| 44 NU | 1.5   | 38 | Ecurie Eudel               | Raoul Forestier Roger Caron                         | Riley Sprite TT                              | Riley 1.5L I4                   | 8         |
| 45 NU | 2.0   | 30 | BMW                        | Fritz Roth Uli Richter                              | BMW 328                                      | BMW 2.0L I6                     | 8         |
| 46 NU | 2.0   | 28 | David Murray               | David Murray Pat Fairfield                          | Frazer-Nash-BMW 328                          | BMW 2.0L I6                     | 8         |
| 47 NU | 3.0   | 20 | René Kippeurt              | René Kippeurt René Poulain                          | Bugatti Type 44                              | Bugatti 3.0L I8                 | 8         |
| 48 NU | 5.0   | 21 | Luigi Chinetti             | Luigi Chinetti Louis Chiron                         | Talbot T150C                                 | Talbot 4.0L I6                  | 7         |
| Poz.  | Klasa | Nr | Zespół                     | Kierowcy                                            | Samochód                                     | Silnik                          | Okrążenia |

| Legenda | Legenda                       |
| ------- | ----------------------------- |
| 4       | Zwycięzcy poszczególnych klas |
| 7       | Najszybsze okrążenie          |
| 31 NU   | Nie ukończyli                 |
| 21 DS   | Dyskwalifikacja               |